# Fritz Zwicky

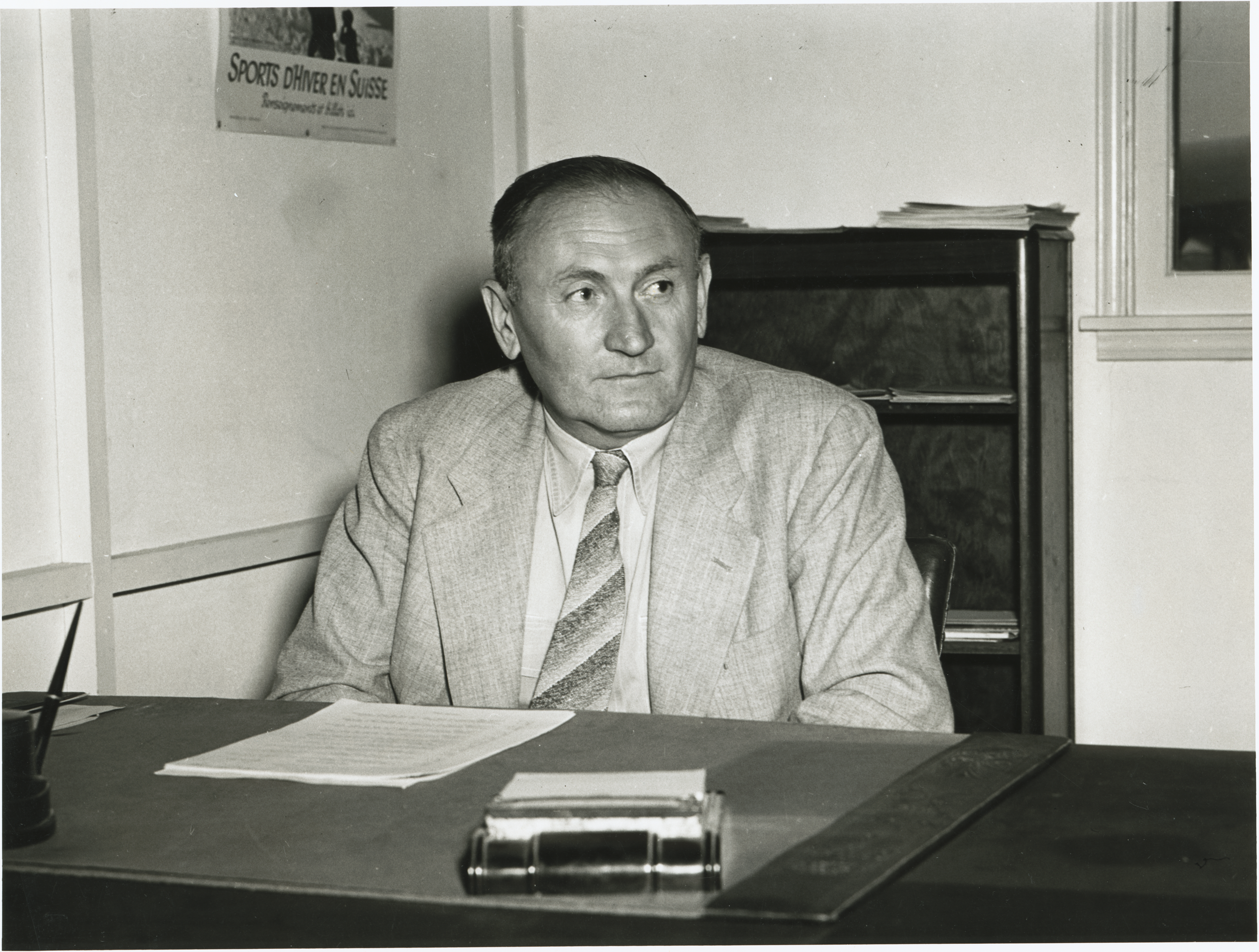
Fritz Zwicky (1947)

Fritz Zwicky (* 14. Februar 1898 in Warna, Fürstentum Bulgarien, heimatberechtigt in Mollis; † 8. Februar 1974 in Pasadena, Kalifornien) war ein Schweizer Physiker und Astronom, der vorwiegend am California Institute of Technology (Caltech) wirkte.

## Leben
Zwicky war der Sohn eines in Bulgarien tätigen Schweizer Baumwollhändlers. Mit sechs Jahren wurde er zwecks Einschulung nach Glarus zu seinen Grosseltern geschickt. Später bestand er die Matura in Zürich mit Bestnoten. Zwischen 1917 und 1925 studierte er an der Eidgenössischen Technischen Hochschule Zürich Mathematik und Experimentelle Physik und promovierte dort 1922 bei Peter Debye mit der Arbeit Zur Theorie der heteropolaren Kristalle.
Ausgestattet mit einem Rockefeller-Stipendium emigrierte er 1925 nach Pasadena, um sein Studium am Caltech fortzusetzen. Später hielt er dort als Assistenzprofessor Vorlesungen in Atomphysik.
Er entwarf zahlreiche kosmologische Theorien, die zum heutigen Verständnis des Universums Wesentliches beitrugen. 1942 wurde er zum Professor für Astronomie berufen. Daneben arbeitete er zwischen 1943 und 1961 auch als Berater der Aerojet Engineering Corporation und erprobte verschiedene Treibstoffe und Materialien, um die Raketentechnik für die Raumfahrt voranzutreiben. Ab 1948 war er auch Mitglied des Mount-Wilson-Observatoriums und des Observatoriums auf Mount Palomar.
Am 25. März 1932 heiratete er Dorothy Vernon Gates (1904–1991), die aus einer bekannten kalifornischen Familie stammte. Diese Ehe wurde neun Jahre später einvernehmlich geschieden. Am 18. Oktober 1947 vermählte er sich in der Schweiz mit der 32 Jahre jüngeren Anna Margaritha Zürcher (geboren am 12. Mai 1929; gestorben am 20. Oktober 2012). Aus dieser zweiten Ehe gingen drei Töchter hervor: Margrit (* 1948), Franziska (* 1950) und Barbarina (* 1952).
Fritz Zwicky verstarb am 8. Februar 1974 im Alter von 75 Jahren in Pasadena und wurde in seiner Heimatgemeinde Mollis begraben.
Er liebte die Berge und war in seiner Freizeit ein begeisterter und ambitiöser Bergsteiger. Laut seinen Mitmenschen soll er schwierig im Umgang gewesen sein. Er befürwortete den Bau der US-amerikanischen Atombombe, um dem Deutschen Reich zuvorzukommen, verurteilte aber deren Einsatz gegen Japan. Friedrich Dürrenmatt war von Zwicky fasziniert, und er diente ihm als Vorbild für die Figur Möbius in der Tragikomödie Die Physiker.

## Werk

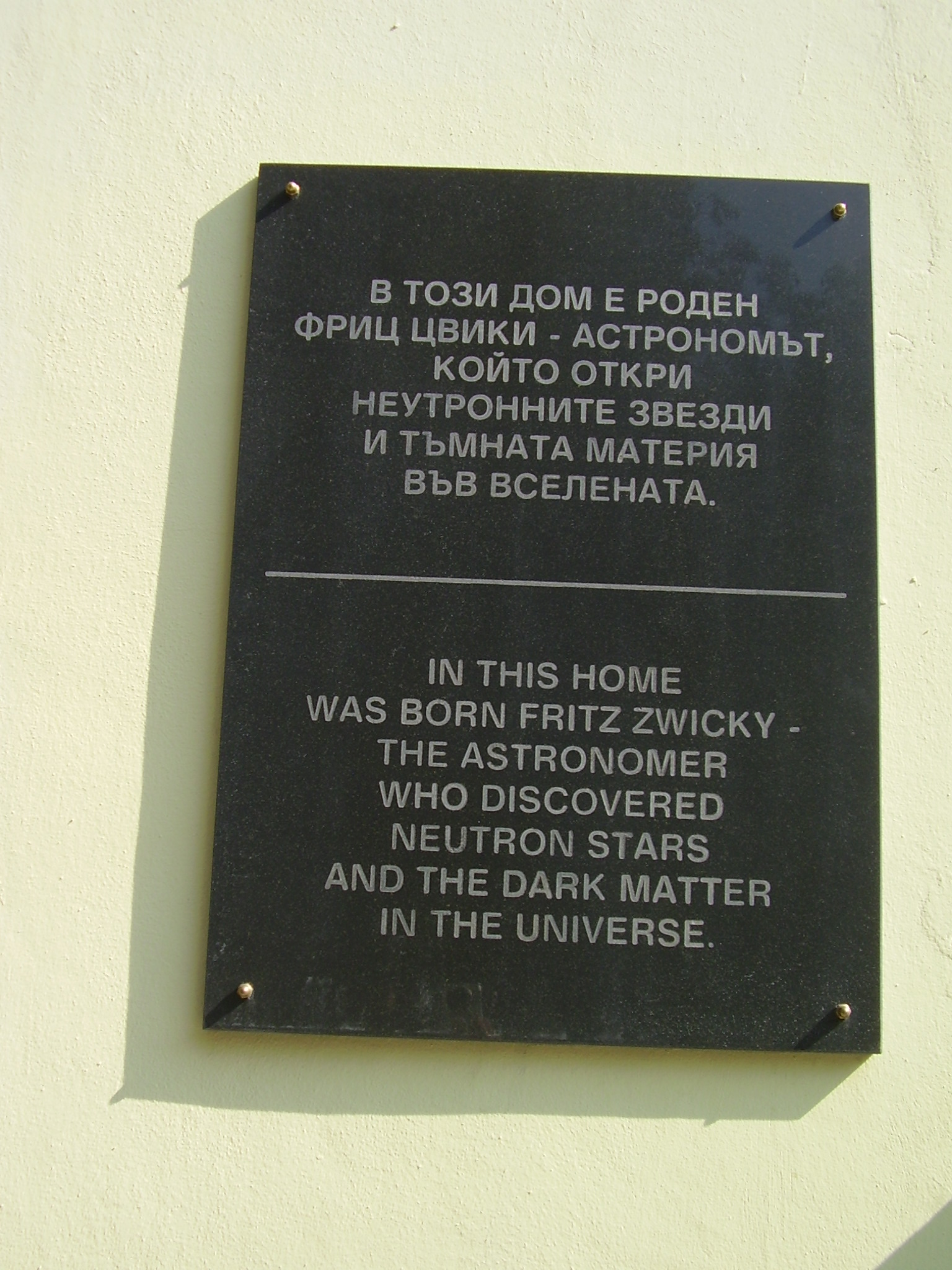
Die Gedenktafel am Geburtshaus in Warna: In diesem Haus wurde Fritz Zwicky, der Astronom, der die Neutronensterne und die Dunkle Materie entdeckte, geboren.

Zwicky lieferte als Wegbereiter neuer astronomischer Ideen wichtige Erkenntnisse zu extragalaktischen Sternsystemen. So entdeckte er die kompakten Galaxien, stellte 1938 als erster die Hypothese auf, Supernova-Explosionen seien die Folge eines Gravitationskollapses und begründete zu diesem Zweck zusammen mit Walter Baade die Theorie, dass Supernovae Neutronensterne erzeugen könnten. Weiterhin wandte er 1933 als erster das Virialtheorem auf Galaxienhaufen an und schloss so auf die Existenz von Dunkler Materie. Im selben Jahr stellte er erste Überlegungen zum Auftreten von Galaxien als Gravitationslinsen an, nachdem Einstein bei diesem Effekt nur an Sterne gedacht und ihn somit als zu klein, um beobachtbar zu sein, angesehen hatte. Zwicky entdeckte insgesamt 123 Supernovae, mehr als jeder andere einzelne Astronom bislang. Auf ihn geht auch die als wahr erwiesene Vorhersage zurück, der Krebsnebel sei der Überrest der von chinesischen Astronomen beobachteten Supernova von 1054. Zwicky schlug vor, Supernova-Explosionen als Standardkerzen zur Entfernungsmessung zu verwenden. An der Verwirklichung dieser Idee wird seit Beginn des 21. Jahrhunderts verstärkt gearbeitet. Fritz Zwicky schlug ebenfalls vor, die Rotverschiebung der Galaxien als eine Ermüdungserscheinung des Lichts zu erklären. Sein Modell wurde später aber völlig zugunsten einer Erklärung durch die kosmologische Expansion verworfen.
1935 wurde Zwicky von Harry Bateman für den Nobelpreis für Physik vorgeschlagen.
Des Weiteren stellte er zusammen mit seinem Mitarbeiter Paul Wild den Catalogue of Galaxies and of Clusters of Galaxies (CGCG) zusammen.
Zwicky versuchte am 16. Oktober 1957 – elf Tage nach dem Start des ersten sowjetischen Satelliten Sputnik – mittels einer Aerobee-Rakete und einer gerichteten Sprengladung ein Kügelchen von etwa einem Zentimeter Durchmesser als Artificial Planet No. Zero so ins Weltall zu befördern, dass es nicht mehr auf die Erde zurückfällt. Über den Erfolg wird noch immer diskutiert.
Zwicky wurde 1972 mit der Goldmedaille der Royal Astronomical Society ausgezeichnet. Seit 1926 war er Fellow der American Physical Society.
Neben seinen astronomischen Tätigkeiten beschäftigte er sich mit der Methodik, aus Ideen konkrete Produkte zu entwickeln (siehe Morphologische Analyse).
Ein Asteroid, ein Mondkrater, eine Zwerggalaxie und eine Weitfeld-Himmelsdurchmusterung auf der Suche nach Supernovae sind nach Fritz Zwicky benannt.
Aufgrund seiner Forschungstätigkeit wurde er der Namensgeber für das Zwicky Transient Facility (ZTF).

## Publikationen
- Morphologische Forschung. Wesen und Wandel materieller und geistiger struktureller Zusammenhänge. (= Schriftenreihe der Fritz-Zwicky-Stiftung. Band 4). Baeschlin, Glarus 1989, ISBN 3-85546-038-8.
- Jeder ein Genie. Der berühmte Astrophysiker revolutioniert unsere „Denkmethode“. (= Schriftenreihe der Fritz Zwicky Stiftung. Band 6). Baeschlin, Glarus 1992, ISBN 3-85546-058-2.
- Morphological Astronomy. Springer-Verlag, Berlin/Göttingen/Heidelberg 1957.
- Morphologische Forschung. Winterthur AG, Winterthur 1959. (Neuauflage: (= Schriftenreihe der Fritz Zwicky Stiftung. Band 4). Baeschlin, Glarus 1989, ISBN 3-85546-038-8)
- Morphology of Justice in the Space Age. In: Astronautica Acta. Oktober 1969.
- Morphology of Propulsive Power. (= Monographs on morphological research. 1). Society for Morphology, Pasadena CA 1962.
- Entdecken, Erfinden, Forschen im morphologischen Weltbild. Droemer/Knaur, München/Zürich 1966.

## Trivia
Laut Forschung aktuell vom 1. August 2015 hat Shri Kulkarni die fingierte Einheit «Zwicky» benutzt, um die wissenschaftliche Exzellenz von Astronomen zu bewerten. Dabei beklagte er, dass es fast nur Mikro-Zwickys gebe, schon Milli-Zwickys seien selten.